# Wilson Line

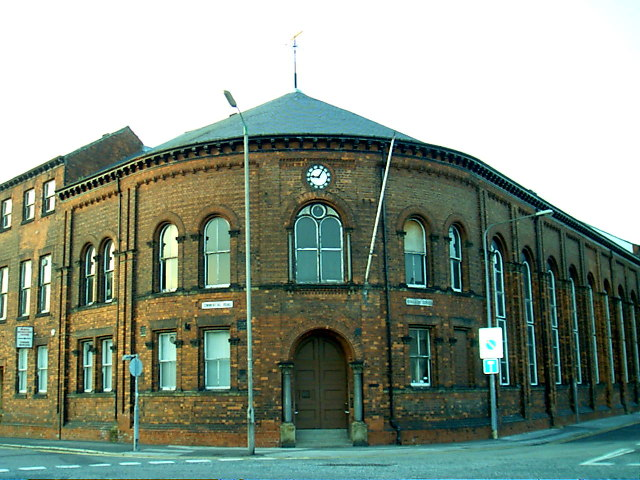
Der ehemalige Hauptsitz der Wilson Line in Hull

Die britische Reederei Wilson Line bestand von 1822 bis 1978.

## Geschichte

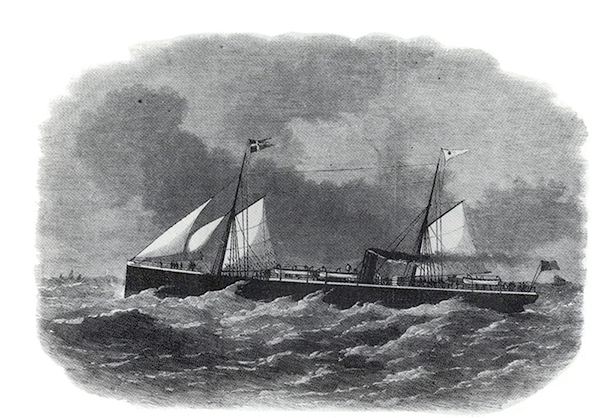
Der Wilson-Dampfer Orlando im Jahr 1870

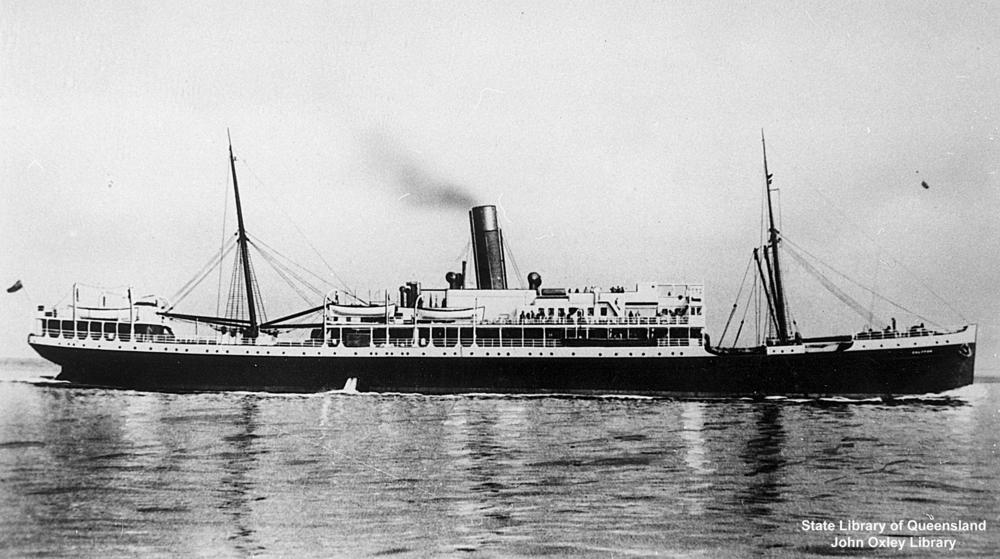
Die Calypso der Ellerman's Wilson Line

Das Schifffahrtsunternehmen wurde im Jahre 1822 in Hull als Beckinton, Wilson & Company gegründet. Die Reederei begann mit Segelschiffen mit denen Eisenerz von Schweden nach Großbritannien importiert wurde. Nach dem Tod von Beckinton firmierte die Reederei ab 1831 als Wilson, Hudson & Company. Ab 1835 wurde ein Segelpassagierdienst zwischen Hull, Hamburg und Rotterdam und eine Dampfschiffsverbindung zwischen Hull und Dünkirchen sowie im Mai 1840 ein Liniendampferdienst zwischen Hull, Christiania und Göteborg aufgenommen. 1841 verließen John und Thomas Hudson die Partnerschaft, woraufhin der Name des Unternehmens Thos. Wilson, Sons & Company lautete.
Die Reederei erweiterte ihre Liniendienste ab 1870 ins Mittelmeer und ab 1871 kurzfristig nach Indien, was aber bald wieder aufgegeben wurde. 1875 nahm Wilson einen Dienst nach New York auf. Im Jahr 1878 wurde die Reederei Brownlow, Marsdin & Company aus Hull mit deren Flotte von sieben Schiffen und 1903 die Reederei Bailey & Leetham mit einer Flotte von 23 Schiffen übernommen. Im selben Jahr nahm Wilson einen London-Ostsee-Gemeinschaftsdienst mit DFDS auf. Anfang des 20. Jahrhunderts war die Wilson Line zum größten Schiffseigner der Welt gewachsen. Mit der North Eastern Railway Shipping Company nahm Wilson 1906 Dienste von den Humberhäfen nach Hamburg, Antwerpen, Gent und Dünkirchen auf.
Im Jahr 1916 wurde die Wilson Line vom Mitbewerber Ellerman Lines übernommen und firmierte ab 1917 als Ellerman's Wilson Line Ltd. 1973 wurden alle Verbindungen der Wilson Line bis auf die Nordseedienste bei Ellerman City Liners eingegliedert und 1978 wurden die restlichen Schiffe der Wilson Line veräußert und das Unternehmen aufgelöst.